# Domschatzkammer Köln

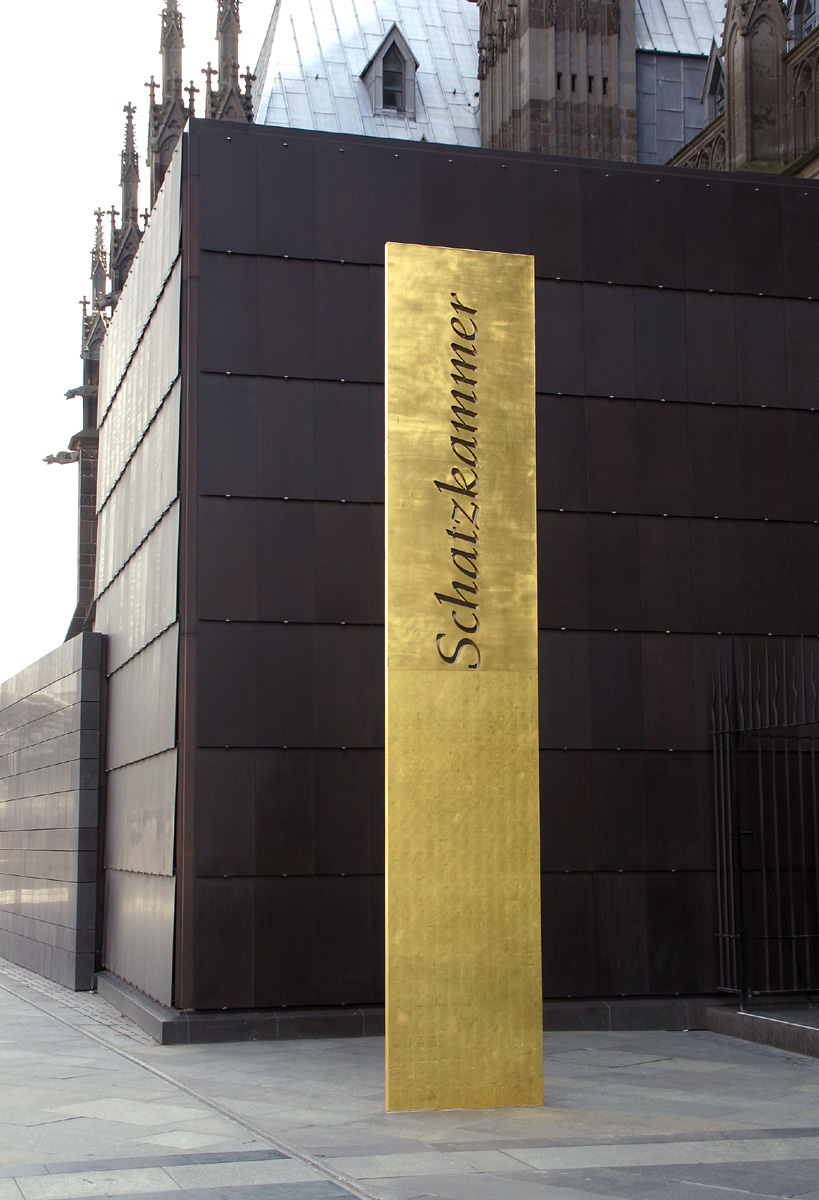
Eingangsbereich der Domschatzkammer mit goldener Stele, im April 2006

Die Domschatzkammer Köln des Metropolitankapitels des Kölner Doms befindet sich an dessen Nordseite. In ihr sind weite Teile des Kölner Domschatzes im Rahmen christlicher Kunst des 4. bis 20. Jahrhunderts ausgestellt. Die Domschatzkammer wurde am 21. Oktober 2000 eingeweiht und damals heftig kritisiert. Den von dunklen Bronzeplatten umhüllten Kubus, der den Eingang zur Domschatzkammer bildet, empfanden viele als unpassend vor der gotischen Nordfassade des Domes.
Die Domschatzkammer liegt unterirdisch in mittelalterlichen Gewölberäumen. Sie führt bis auf die römische Stadtmauer und einen römischen Abwasserkanal hinab. In sechs Räumen auf drei Etagen werden Utensilien der katholischen Liturgie sowie Reliquiare und Kreuze gezeigt. Einige dieser Gegenstände werden gelegentlich noch in der Liturgie genutzt, so die Prunkmonstranz in der Fronleichnams-Prozession, ein großes Smaragdkreuz an Allerheiligen  und der barocke Schrein des Heiligen Engelbert I. von Köln, der an seinem Gedenktag, dem 7. November, hervorgeholt wird. Die Domschatzkammer wird seit 2014 von Leonie Becks geleitet.

## Besondere Ausstellungsstücke

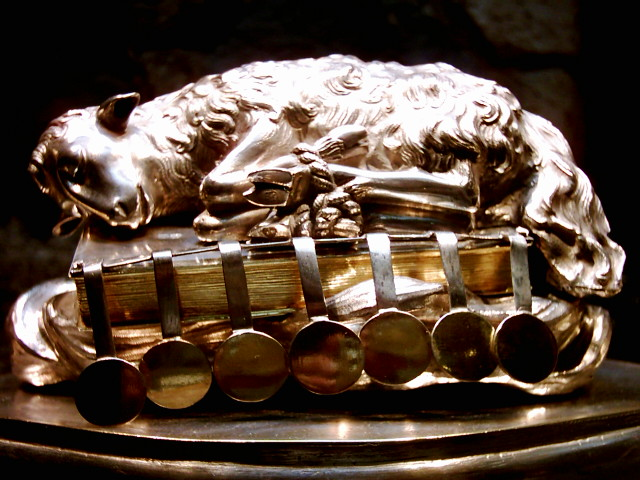
Apokalyptisches Lamm auf dem Buch mit sieben Siegeln, Johann Heinrich Rohr, um 1775

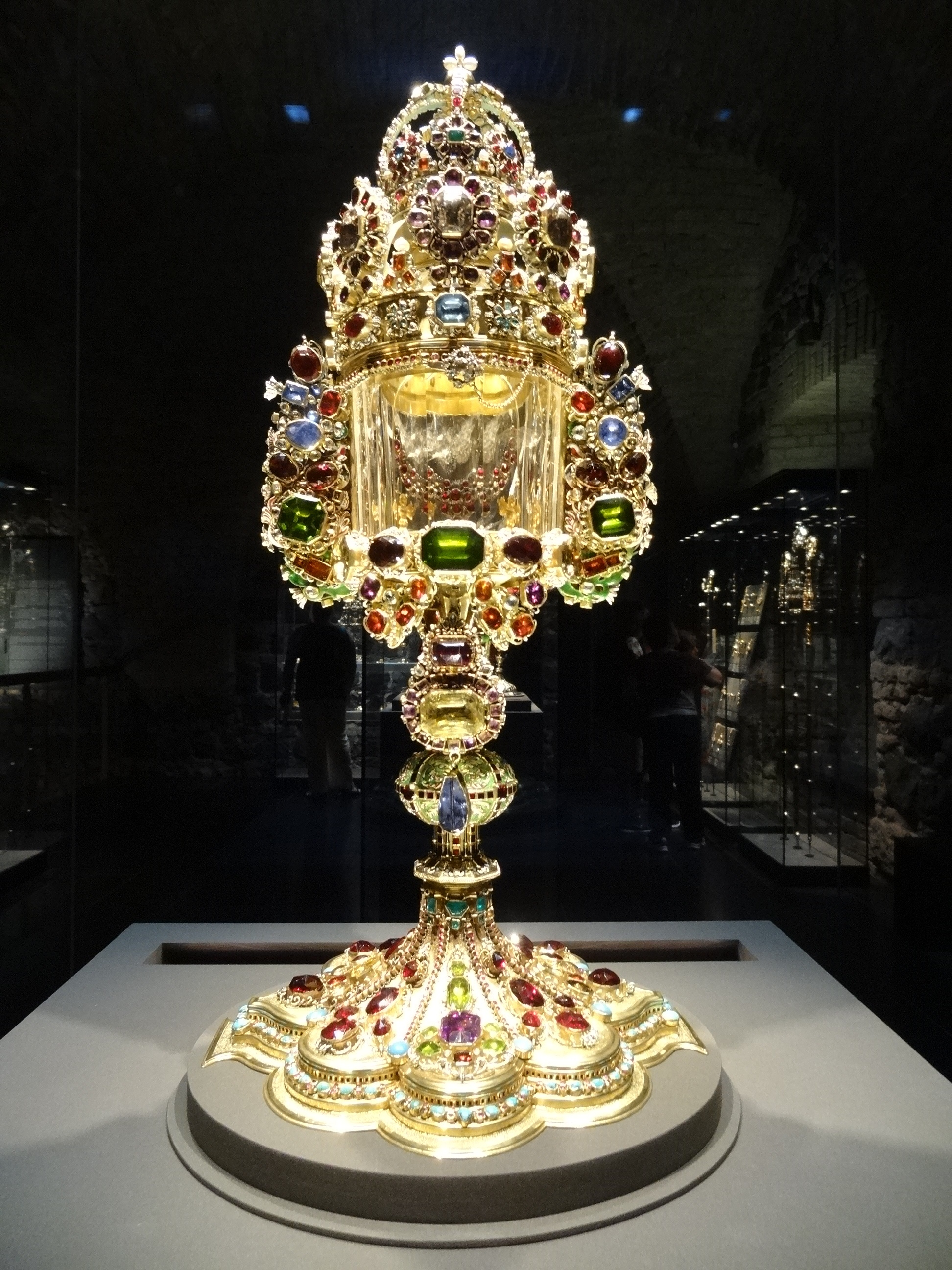
Monstranz von 1657 nach der Wiederherstellung 1988

Zu den besonderen Ausstellungsstücken gehört der Petrusstab, ein schlichter Holzstab mit einem Elfenbeinknauf aus dem 4. Jahrhundert und einer Metallmanschette aus dem 8. Jahrhundert. Einzigartig ist die Capella Clementina im Paramentenraum, ein Ensembles von Gewändern, welche Erzbischof Clemens August in Frankreich in Auftrag gab, um sie zur Krönung Kaiserkrönung seines Bruders Karl VII. (HRR) zu tragen. Dazu gehören neben dem erzbischöflichen Chormantel zwei Diakonsgewänder und fünf Mitren aus Goldstickereien. Sie wurden zuletzt 2000 im Schloss Augustusburg in Brühl gezeigt. In der untersten Etage werden Gegenstände aus zwei Gräbern der Merowinger-Zeit unter dem Dom gezeigt, die 1959 ausgraben wurden.
Ein Beispiel des deutschen Kunsthandwerks ist das Apokalyptische Lamm, eine Arbeit des Kölner Goldschmieds Johann Heinrich Rohr.

## Sonderausstellungen
- 2010: Verborgene Schätze. Meisterwerke gotischer Goldschmiedekunst aus Köln (3. Dezember 2010 bis 3. April 2011, zum zehnjährigen Jubiläum der Neupräsentation)
- 2013/2014: Fantastische Bildwelten in Gold und Email. Zur Restaurierung eines romanischen Reliquienschreines (1. November 2013 bis 31. März 2014)
- 2014/2015: CASPAR MELCHIOR BALTHASAR. 850 Jahre Verehrung der Heiligen Drei Könige im Kölner Dom (19. Juli 2014 bis 25. Januar 2015) (und in der Hubertuskapelle)
- 2015/2016: Der Kölner Dom und die Preußen.
- 2017: Ewald Mataré und der Kölner Dom.
- 2017/2018: Handschriften aus der Kölner Dombibliothek mit Texten und Miniaturen zum Weihnachtsfestkreis
- 2018/19: Gut behütet in Gold und Seide. Bischofsmitren aus dem Kölner Domschatz
- 2019: Nah dran, das Christusfenster im Kölner Dom
- 2020/2021: Sehen heißt Vergleichen. Handschriften aus der Kölner Dombibliothek
- 2021: und in St. Heribert: Gerechtigkeit. Macht. Frieden. 1000 Jahre Heribert von Köln
- 2022: Joseph Beuys. Frühe Jahre 1947–1955
- 2022: Aufgerissen. Die mittelalterlichen Baurisse des Kölner Domes[1]
- 2023: in Zusammenarbeit mit dem Käthe Kollwitz Museum Köln: BEGEGNUNGEN – Käthe Kollwitz zu Gast in der Kölner Domschatzkammer[2]
- 2023/24: in der Bibliothek: Ausgegraben – Archäologische Schätze aus dem Kölner Dom[3]
- 2024: in der Bibliothek: Elisabeth Treskow 1898–1992 – Goldschmiedin in Köln
- 2025: Der Kölner Dom und was damit zusammenhängt – Schätze aus dem Dombauarchiv

## Diebstähle

### Dreikönigenschrein
Im Jahr 1820 wurde der Dreikönigenschrein durch den Raub von Edelsteinen und Teilen der goldenen Verkleidung beschädigt und daraufhin bis 1822 restauriert.

### Domschatzraub von 1975
Drei Einbrecher (Ljubomir Ernst, Borislav Tunjic, Vilijam Dalavale) drangen in der Nacht zum 2. November 1975 mit Strickleitern und Bergsteigerausrüstung durch einen Lüftungsschacht in die alte Domschatzkammer im nördlichen Querhaus ein, die damals als optimal gesichert galt. Die Einbrecher stahlen wertvolle Monstranzen und Kreuze. Als ihnen eine Monstranz versehentlich zu Boden fiel, ergriffen sie die Flucht.
Einen Teil ihrer Beute, wie die goldene Monstranz von 1657, schmolzen sie ein. Sie wurde durch den Domgoldschmied Peter Bolg zwischen 1978 und 1987 unter Verwendung noch erhaltener Fragmente und mithilfe von Farbfotografien und Photogrammetrien rekonstruiert. Der größte Verlust ist die unwiederbringlich verlorene Paxtafel des Kardinals Albrecht von Brandenburg aus der Zeit um 1533. Ein Brustkreuz vom Ende des 17. Jahrhunderts ist nur in Fragmenten erhalten. Ein juwelengeschmückter Blumenstrauß in Goldschmiedearbeit aus der Zeit um 1657 ist ebenfalls nur in einzelnen Bruchstücken erhalten. Außerdem sind mehrere Bischofsringe verloren. Schließlich konnten die Einbrecher mit Hilfe der Kölner Unterwelt und des Privatdetektivs Werner Mauss gefasst und zu hohen Freiheitsstrafen verurteilt werden. Die geständigen Täter Tunjic und Dalavale wurden nach Verbüßung  eines Teils ihrer Haftstrafe nach Italien abgeschoben. Ljubomir Ernst saß den größten Teil seiner Strafe in deutschen Gefängnissen ab.

### Vortragekreuz-Diebstahl 1996
Unbekannte Diebe stahlen am 8. Februar 1996 aus der Domschatzkammer das wertvolle Vortragekreuz, das traditionell beim Einzug der Kölner Metropoliten (Erzbischöfe) in den Dom vorangetragen wird. Das Kreuz konnte auf Bitten des damaligen Dompropstes Bernard Henrichs von Heinrich Schäfer durch seine Kontakte in die Halbwelt zurückgeholt werden.